# Плавська сільська рада
Плавська сільська́ ра́да — адміністративно-територіальна одиниця та орган місцевого самоврядування в Генічеському районі Херсонської області. Адміністративний центр — село Плавське.

## Загальні відомості
- Територія ради: 70,648 км²
- Населення ради: 1 035 осіб (станом на 2001 рік)

## Населені пункти
Сільській раді підпорядковані населені пункти:
- с. Плавське
- с. Вільне
- с. Новий Світ
- с. Роздолля
- с. Якимівка

## Склад ради
Рада складається з 12 депутатів та голови.
- Голова ради: Матківська Ганна Дмитрівна

### Керівний склад попередніх скликань
| Прізвище, ім'я, по батькові | Основні відомості                                                         | Дата обрання | Дата звільнення |
| --------------------------- | ------------------------------------------------------------------------- | ------------ | --------------- |
| Матківська Ганна Дмитрівна  | Сільський голова, 1952 року народження, освіта вища                       | 26.03.2006   | 31.10.2010      |
| Матківська Ганна Дмитрівна  | Сільський голова, 1952 року народження, освіта вища, член Партії регіонів | 31.10.2010   |                 |

Примітка: таблиця складена за даними сайту Верховної Ради України

### Депутати
За результатами місцевих виборів 2010 року депутатами ради стали:

#### За суб'єктами висування
| Суб'єкт висування                 | Кількість обраних депутатів | %    |
| --------------------------------- | --------------------------- | ---- |
| Народна партія                    | 4                           | 33,3 |
| Партія регіонів                   | 4                           | 33,3 |
| Комуністична партія України       | 3                           | 25   |
| Політична партія «Сильна Україна» | 1                           | 8,3  |

#### За округами
| № округу                          | Прізвище, ім'я, по батькові     | Дата визнання обраним | Освіта             | Партійна приналежність                  | Відомості про обраного депутата                                     |
| --------------------------------- | ------------------------------- | --------------------- | ------------------ | --------------------------------------- | ------------------------------------------------------------------- |
| Комуністична партія України       |                                 |                       |                    |                                         |                                                                     |
| 1                                 | Шевченко Олексій Георгійович    | 01.11.2010            | вища               | позапартійний                           | тимчасово не працює                                                 |
| 8                                 | Лукомський Яків Олександрович   | 01.11.2010            | вища               | позапартійний                           | тимчасово не працює                                                 |
| 10                                | Крутевич Володимир Іванович     | 01.11.2010            | вища               | позапартійний                           | Генічеське держпідприємство ветмедицини, ветлікар                   |
| Народна Партія                    |                                 |                       |                    |                                         |                                                                     |
| 3                                 | Бармак Леонід Васильович        | 01.11.2010            | середня            | член Народної партії                    | Плавська загальноосвітня школа, кочегар                             |
| 4                                 | Палійчук Василь Іванович        | 01.11.2010            | середня            | член Народної партії                    | Плавська сільська рада, начальник ПОТП                              |
| 9                                 | Карнаухова Тетяна Володимирівна | 01.11.2010            | середня            | позапартійна                            | тимчасово не працює                                                 |
| 11                                | Гульчак Ольга Іванівна          | 01.11.2010            | середня            | член Народної партії                    | Плавська сільська рада, спеціаліст ІІ категорії з соціальних питань |
| Партія регіонів                   |                                 |                       |                    |                                         |                                                                     |
| 2                                 | Кіріченко Віктор Володимирович  | 01.11.2010            | середня            | позапартійний                           | тимчасово не працює                                                 |
| 6                                 | Тимощук Ірина Олексіївна        | 01.11.2010            | середня            | позапартійна                            | Плавський будинок культури, директор                                |
| 7                                 | Холіна Любов Дмитрівна          | 01.11.2010            | середня            | позапартійна                            | Плавський дитячий садок № 13 «Білосніжка», завідувачка              |
| 12                                | Холін Олександр Григорович      | 01.11.2010            | середня            | член Партії регіонів                    | Приватне народне підприємство «Чонгар», електрозварювальник         |
| Політична партія «Сильна Україна» |                                 |                       |                    |                                         |                                                                     |
| 5                                 | Кумпан Олексій Олександрович    | 01.11.2010            | середня спеціальна | член Політичної партії «Сильна Україна» | тимчасово не працює                                                 |